# Baga
För andra betydelser, se Baga (olika betydelser).
Baga är en folkgrupp i Guinea vars språk hör till den atlantiska grenen av Niger-Kongospråken. De lever i den sumpiga kustregionen mellan Kap Verga och Guineas huvudstad Conakry.

## Ekonomi
Männen och kvinnornas sysslor är uppdelade så att kvinnorna odlar ris medan männen fiskar samt sköter palmer och kolaträd. Det finns också bagafolk som livnär sig på arbete i bauxitgruvorna på Los Islands utanför huvudstaden. 

## Samhälle
Traditionellt ligger makten hos en manlig äldste i släktlinjen, tillsammans med andra äldste bildar de ett byråd. Sedvänjor och rådsherrar begränsar byhövdingarnas befogenheter.

## Religion
Majoriteten av folkgruppen är muslimer, men  längs floderna Nunez och Pongo finns  isolerade grupper som ännu utövar animism. Före begravning blottas de döda i en helig lund och de dödas hus och vissa ägodelar bränns.

## Kultur
Deras hus är gruppvis byggda i sammansättningar som kan gränsa till små byar. Husen är cylinderformade, byggda i lera med halm som tak.
Bagafolket är kända för sina två meter höga dansmasker.